# Nedan, Veliko Tărnovo
Nedan (în bulgară Недан) este un sat în comuna Pavlikeni, regiunea Veliko Tărnovo,  Bulgaria. 

## Demografie
Componența etnică a satului Nedan
     Bulgari (67,17%)
     Turci (30,52%)
     Nicio identificare (1,98%)
     Altele (0,61%)
La recensământul din 2011, populația satului Nedan era de 1.307 locuitori. Din punct de vedere etnic, majoritatea locuitorilor (67,17%) erau bulgari, cu o minoritate de turci (30,52%). Pentru 1,98% din locuitori nu este cunoscută apartenența etnică.